# Індійський технологічний інститут в Делі
Індійський технологічний інститут в Делі (англ. Indian Institute of Technology, Delhi; IIT Delhi; IITD,гінді भारतीय प्रौद्योगिकी संस्थान दिल्ली) — найвідоміший технічний університет в Делі, Індія, частина Індійського технологічного інституту.